# 2024年世界水泳選手権マリ選手団
2024年世界水泳選手権マリ選手団は、2024年2月2日から2月18日までカタールのドーハで開催された第21回世界水泳選手権のマリ選手団、およびその競技結果。

## 選手団
- 人員: 選手 3人

## 選手名簿・結果
| 選手                   | 種目           | 予選      | 予選 | 準決勝   | 準決勝   | 決勝     | 決勝     |
| 選手                   | 種目           | 結果      | 順位 | 結果     | 順位     | 結果     | 順位     |
| ---------------------- | -------------- | --------- | ---- | -------- | -------- | -------- | -------- |
| アレクシアン・クマ     | 男子50m自由形  | 24秒77    | 76位 | 予選敗退 | 予選敗退 | 予選敗退 | 予選敗退 |
| アレクシアン・クマ     | 男子100m自由形 | 55秒13    | 85位 | 予選敗退 | 予選敗退 | 予選敗退 | 予選敗退 |
| セバスティアン・クマ   | 男子50m平泳ぎ  | 31秒99    | 51位 | 予選敗退 | 予選敗退 | 予選敗退 | 予選敗退 |
| セバスティアン・クマ   | 男子100m平泳ぎ | 1分14秒39 | 71位 | 予選敗退 | 予選敗退 | 予選敗退 | 予選敗退 |
| アイチャタ・ディアバテ | 女子100m自由形 | 1分30秒74 | 84位 | 予選敗退 | 予選敗退 | 予選敗退 | 予選敗退 |
| アイチャタ・ディアバテ | 女子50m背泳ぎ  | 52秒22    | 54位 | 予選敗退 | 予選敗退 | 予選敗退 | 予選敗退 |